# أفاتيا (أسطورة)

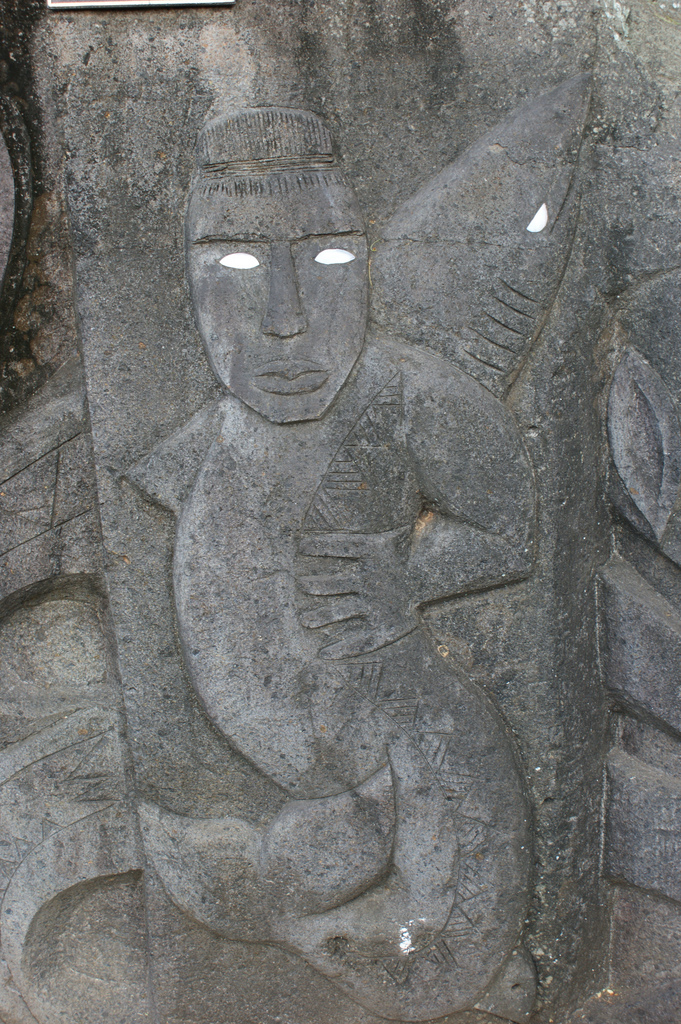
نحت حجري للاله أفاتيا في أساطير جزر كوك

أفاتيا (بالإنجليزية: Avatea)‏ رب القمر في جزر هيرفي (من جزر كوك). وأيضًا، في أساطير جزر كوك (Avatea Islands)، كان أفايتا Avatea (المعروف أيضًا باسم Vatea؛ يعني «الظهر» أو «النور») إلهًا قمريًّا، وأبًا للآلهة والرجال في أسطورة منغيان الأصلية. كان يُعتقد أن عيناه هي الشمس والقمر؛ وكان يُعرف أيضًا باسم إله النور.
وفقًا لأسطورة، أنشأت Vari-Ma-Te-Takere (الأم البدائية) ستة أطفال من جسدها. تم انتزاع ثلاثة من جانبها الأيمن وثلاثة من يسارها. كان أولها أفاتيا، الرجل الأول، الذي كان ينظر إليه على أنه إله القمر. ونما على شكل كائن هجين. فكان النصف الأيمن منه رجل والنصف الأيسر سمكة.
وفي الأغنية، تسمى الآلهة «أبناء فاتيا». يتم استخدام نفس العبارة المختصرة في جزيرة راروتونجا Rarotonga: في أيتوتاكي وأتيو، يستخدم النموذج الكامل «أفاتيا»، على سبيل المثال العبارة: kia kakā te mata o Avatea Nui تعني «عندما تكون عين أفاتيا العظيمة مفتوحة؛» وبعبارة أخرى «عندما تكون الشمس في مجدها الكامل؛» لذلك، سيظل أفاتيا مغايرا عن ظلمات وكآبة أفيكي، أو العالم السفلي.